# Скотто, Венсан
Венсан Скотто (фр. Vincent Scotto; 12 апреля 1874, Марсель, Франция — 15 ноября 1952, Париж, Франция) — французский композитор.

## Биография
Венсан Скотто начал свою музыкальную карьеру в Марселе в 1906 году, а затем переехал в Париж. На протяжении жизни он написал 4000 песен, а также 60 оперетт. Также в 1930—1950-х годах написал музыку почти для ста фильмов, и иногда появлялись в них как актёр. Сотрудничал с такими известными французскими и иностранными режиссёрами, как Марсель Паньоль, Марк Аллегре, Саша Гитри, Кристиан-Жак, Аугусто Дженина, Жюльен Дювивье, Клод Отан-Лара и Андре Кайат.
Французское Общество музыкальных авторов, композиторов и издателей (сокр. фр. SACEM) с 1948 года вручает приз имени Венсана Скотто (фр.).